# 1095
Anul 1095 (MXCV) a fost un an al calendarului iulian.

## Evenimente
- 26 februarie: Emirul selgiucid Tutuș este înfrânt și ucis într-o luptă de lângă Rey de către nepotul său, Barkyaruq; conducerea Alepului revine fiului său Ridwan.
- 1-7 martie: Împăratul Alexios I Comnen trimite ambasadori pe lângă papa Urban al II-lea, la conciliul de la Piacenza, pentru a discuta trimiterea de mercenari pentru a lupta împotriva turcilor selgiucizi; papa răspunde pozitiv acestei solicitări.
- 11 martie: Conciliul de la Rockingham, convocat de regele William Rufus al Angliei, pentru a supune Biserica autorității sale; acuzat în cadrul conciliului, arhiepiscopul Anselm de Cannterbury pleacă la Roma, pentru a primi pallium-ul din mâinile papei Urban al II-lea.
- 18 august: Urcat pe tronul Danemarcei, regele Erik I conduce o campanie împotriva triburilor venzilor.
- 19 noiembrie: Încep lucrările conciliului de la Clermont, convocat de papa Urban al II-lea, care ridică problema "armistițiului lui Dumnezeu" și a trimiterii de ajutoare în Țara Sfântă.
- 27 noiembrie: La conciliul de la Clermont, papa Urban al II-lea proclamă cruciada; începe Prima cruciadă; Petru Eremitul începe propovăduirea cruciadei de-a lungul întregii Franțe.
- 28 noiembrie: În ultima zi a conciliului de la Clermont, papa Urban al II-lea numește pe episcopul Ademar de Le Puy și pe contele Raymond al IV-lea de Toulouse la conducerea cruciadei către Țara Sfântă.
- 1 decembrie: Raymond al IV-lea, conte de Toulouse și Provence, înștiințează pe papa Urban al II-lea asupra participării sale la cruciadă.
- 5 decembrie: Papa Urban al II-lea transferă definitiv sediul episcopal de la Iria Flavia la Santiago de Compostela.
- 18 decembrie: Contele Henric de Burgundia întemeiază pentru a doua oară comitatul Portugaliei, intitulîndu-se printr-o chartă conte de Coimbra.

### Nedatate
- august-septembrie: Papa Urban al II-lea vizitează mai multe locuri din Franța (Valence, Puy, Romans, Cluny), pentru a ajunge la Clermont.
- noiembrie-iulie 1096: Papa Urban al II-lea își continuă peripluul prin Franța (Limoges, Angers, Le Mans, Tours, Poitiers, Saintes, Bordeaux, Toulouse, Carcassonne, Nimes), pentru a chema la cruciadă; în paralel trimite scrisori către conducătorii seculari și clericali din Flandra, de pe valea Loirei, Normandia, Anglia, Genova.
- Almoravizii reiau ofensiva anticreștină în Peninsula Iberică, reocupând Lisabona.
- Armenii din Cilicia recuceresc Antiohia de la selgiucizi.
- Dinastia Sena trece la conducerea statului bengalez.
- Este înființată republica din Asti, în Italia de nord.
- Welf, fiul ducelui de Bavaria, divorțează de contesa Matilda, abandonând partidul pontifical și trecând de partea împăratului Henric al IV-lea.

## Arte, științe, literatură și filozofie
- 3 iunie: Consacrarea bisericii San Abbondio din Como (Italia) de către papa Urban al II-lea.
- 5 august: Catedrala Saint Apollinaire din Valence (Franța) este consacrată de către papa Urban al II-lea.
- Este construit castelul Pembroke, în Țara Galilor.

## Înscăunări
- 26 februarie: Ridwan, conducător selgiucid în Alep (1095-1113).
- 29 iulie: Koloman, rege al Ungariei (1095-1116).
- 18 august: Erik I, rege al Danemarcei (1095-1103).
- 12 octombrie: Liutpold (Leopold al III-lea), margraf de Austria (1095-1136).

## Nașteri
- 4 iulie: Usamah ibn Munqidh, cronicar musulman din Siria (d. 1188).
- 22 decembrie: Roger al II-lea, primul rege normand al Siciliei (d. 1154).
- Conan al III-lea de Bretagne (d. ?)
- Ibn Bajja, astronom, filosof și muzician arab (d. 1138).
- Kogyo-Daishi, restaurator al budismului în Japonia (d. ?)
- Pierre de Bruys, predicator francez (d. 1131).
- Victor al IV-lea, cardinal și antipapă (d. 1164).
- Yuri Dolgoruki, cneaz de Kiev (d. 1157).

## Decese
- 26 februarie: Tutuș I, sultan selgiucid (n. 1066)
- 14 iunie: Agapet de Pecarska, călugăr și medic ucrainean (n. ?)
- 29 iulie: Ladislau I, rege al Ungariei (Sfântul Ladislau), (n. 1040)
- 18 august: Olaf I al Danemarcei (n. 1050)
- 12 octombrie: Leopold al II-lea de Babenberg, margraf de Austria (n. 1050)
- Godred Crovan, suveran irlandez (n. ?)
- Ruben I, principe armean (n. 1025)
- Shen Kuo, om de știință și diplomat din China, dinastia Song (n. 1031)
- Vitale Falier, doge al Veneției (n. ?)